# Premi Stefan Bergman
El Premi Stefan Bergman és un premi de matemàtiques, finançat pel patrimoni de la vídua del matemàtic Stefan Bergman i amb el suport de la Societat Americana de Matemàtiques. El premi s'atorga per a investigacions matemàtiques en: "1) la teoria de la funció del nucli i les seves aplicacions en anàlisis reals i complexes; o 2) mètodes teòrics de funcions en la teoria d'equacions diferencials parcials de tipus el·líptic amb atenció al mètode de l'operador de Bergman."
El premi s'atorga en honor a Stefan Bergman, un matemàtic conegut pel seu treball sobre l'anàlisi complexa. Els destinataris del premi són seleccionats per un comitè de jutges designats per la Societat Americana de Matemàtiques. El valor monetari del premi és variable i es basa en els ingressos del fons del premi; el 2005 el premi es va valorar en aproximadament 17.000 dòlars.

## Premiats
- 1989 David W. Catlin
- 1991 Steven R. Bell, Ewa Ligocka
- 1992 Charles Fefferman
- 1993 Yum-Tong Siu
- 1994 John Erik Fornæss
- 1995 Harold P. Boas, Emil J. Straube
- 1997 David E. Barrett, Michael Christ
- 1999 John P. D'Angelo
- 2000 Masatake Kuranishi
- 2001 László Lempert, Sidney Webster
- 2003 M. Salah Baouendi, Linda Preiss Rothschild
- 2004 Joseph J. Kohn
- 2005 Elias Stein
- 2006 Kengo Hirachi
- 2007-08 Alexander Nagel, Stephen Wainger
- 2009 Ngaiming Mok, Duong H. Phong
- 2011 Gennadi Henkin
- 2012 David Jerison, John M. Lee
- 2013 Xiaojun Huang, Steve Zelditch
- 2014 Sławomir Kołodziej, Takeo Ohsawa
- 2015 Eric Bedford, Jean-Pierre Demailly
- 2016 Charles L. Epstein, François Trèves
- 2017 Bo Berndtsson, Nessim Sibony
- 2018 Johannes Sjöstrand
- 2019 Franc Forstnerič, Mei-Chi Shaw
- 2020 Aline Bonami, Peter Ebenfelt[3]